# Екстериторијална
Екстериторијална немачки је филмски трилер из 2025. у режији и по сценарију Кристијана Циберта. Главне улоге тумаче Жана Гурсо, Дугреј Скот и Лера Абова. Радња прати бившу војникињу са посттрауматским стресним поремећајем, која је одлучна да пронађе свог сина након што он тајанствено нестане у америчком конзулату у Немачкој.

## Радња
Када јој син нестане унутар америчког конзулата, бивша војникиња Сара чини све што је у њеној моћи како би га пронашла и притом открије мрачну заверу.

## Улоге
| Глумац              | Улога          |
| ------------------- | -------------- |
| Жана Гурсо          | Сара Вулф      |
| Дугреј Скот         | Ерик Кинч      |
| Лера Абова          | Ирина          |
| Кајоде Акинјеми     | Донован        |
| Анабел Манденг      | Дебора Ален    |
| Годфрид Егбон       | Еван           |
| Крис Садлер         | Џастин Мартело |
| Рада Реј            | Ајлин          |
| Риксон Гај да Силва | Џош            |
| Сузана Мишел        | Ања            |